# Vola via
Vola via è il primo album di Stefano Rossi Crespi ed è stato pubblicato nel 2005.

## Tracce
1. La città - 4.57 (Stefano Rossi Crespi - Stefano Rossi Crespi, Fabrizio Fornaci)
2. Lavorare per suonare - 3.57 (Stefano Rossi Crespi - Stefano Rossi Crespi, Fabrizio Fornaci)
3. Amico mio - 4.11 (Stefano Rossi Crespi - Stefano Rossi Crespi, Fabrizio Fornaci)
4. Questo paese - 3.38 (Stefano Rossi Crespi - Stefano Rossi Crespi, Fabrizio Fornaci)
5. Scivola - 4.05 (Stefano Rossi Crespi - Stefano Rossi Crespi, Fabrizio Fornaci, Fabrizio Guarino)
6. L'uomo che hai davanti - 4.54 (Stefano Rossi Crespi - Stefano Rossi Crespi, Fabrizio Fornaci)
7. Non sento - 4.53 (Stefano Rossi Crespi - Stefano Rossi Crespi, Fabrizio Fornaci)
8. Il comico - 2.47 (Stefano Rossi Crespi)
9. Il soldato - 4.29 (Stefano Rossi Crespi - Stefano Rossi Crespi, Fabrizio Fornaci)
10. Vola via - 2.52 (Stefano Rossi Crespi - Stefano Rossi Crespi, Fabrizio Fornaci)

## Musicisti
Stefano Rossi Crespi: voce

Fabrizio Guarino: chitarre

Danilo Cherni: pianoforte

Fabrizio Fornaci: tastiere e programmazione

Alessandro Cercato: basso

Claudio Fonte: batteria

Luisa Bruno: voce

### Altri musicisti
Riccardo Fassi: pianoforte in “Amico mio”

Stefano Cantarano: contrabbasso in “Amico mio”

Danila Massimi: voce ne “Il soldato”